# Ladogakanalen
Ladogakanalen (russisk: Лaдожский канал, tr. Ladozjskij kanal) er en historisk vandvej langs sydbredden af søen Ladoga i Leningrad oblast i Rusland. Kanalen sammenknytter floderne Neva og Svir og blev bygget for at undgå den farlige og stormfulde rute over Ladoga. Kanalen er 117 km lang, og består af to adskilte kanaler: Gamle Ladogakanal (bygget 1719-1810, tidligere kendt som Peter 1.s kanal) og Nye Ladogakanal (bygget 1866-1883), som går parallelt med den gamle, fra Sviritsa ved Svir via Novaja Ladoga ved Volkhov til Sjlisselburg ved Neva. Kanalerne er i dag i stor grad tilgroede.

## Historie
Ladogakanalen var en af de første store kanaler, der blev bygget i Rusland. Den var et af Peter den Stores projekter, og det var ham, som beordrede bygningen af kanalen i 1718. Hurtig økonomisk udvikling i Rusland krævede en betydelig udvidelse af transportruterne i landet, især vandveje. En del af Vysjnij Volotsjok-vandvejen (1709), som knyttede floden Volga sammen med Østersøen, gik over søen Ladoga. Ladoga-delen af vandvejen var en af de vanskeligste og farligste, efter som indsøen er udsat for vind og storme, som gennem årene havde ødelagt hundredvis af fragtfartøjer
Peter den Store bestemte, at for at undgå farten over den store og stormfulde indsø, skulle der bygges en kanal forbi den. Byggearbejderne startede i 1719. Aleksandr Mensjikov gav ansvaret for projektet til sin ven, general Skornjakov-Pisarev, men han måtte til sidst trække sig på grund af anklager om inkompetence, uforsigtighed og langsommelighed. Efteråret 1723 inspicerede zaren personligt byggepladsen, og han var meget misfornøjet med den manglende fremgang i arbejdet og gav ordre om at arrestere Skornjakov-Pisarev. Opgaven med at fuldføre kanalen blev givet til Burkhard Christoph von Münnich, som i stor udstrækning anvendte soldater som arbejdskraft.
En 29 kilometer lang strækning mellem floden Volkhov og landsbyen Tsjornoje blev fuldført og åbnet for trafik i 1726. Dette satte også fart i det videre byggearbejde, da den færdiggjorte strækning blev brugt til at levere forsyninger til byggepladsen. Sluser blev bygget ved Sjlisselburg og Novaja Ladoga for at vedligeholde den nødvendige dybde i kanalen. Bygningen af kanalen blev fuldført i 1730, og i foråret 1731 kunne de første både sejle gennem kanalen mellem floderne Volkhov og Neva (den egentlige Ladogakanal).
Det viste sig imidlertid, at kanalen havde en dybde på mindre end en meter, betydelig mindre end Peter 1. havde forestillet sig. Dette var en stor skuffelse for regeringen. Selv om kanalen var et af de største vandbygningsanlæg i 1700-tallets Europa, så var den alligevel for lavvandet til at kunne opretholde trafik af betydning. Katarina den Store besluttede at udvide kanalen ved at bygge en ny strækning mellem floderne Volkhov og Sias. Dette projekt (også kaldet Sias-kanalen) blev gennemført mellem 1765 og 1802. Den tredje del af Ladoga-kanalen, som sammenknyttede floderne Sias og Svir (og kaldet Svir-kanalen), blev bygget mellem 1802 og 1810.
I løbet af 1800-tallet blev Ladoga-kanalen hvert år anvendt af omkring 15.000 fartøjer og 10.000 flåder med kurs mod Sankt Petersborg. Men kanalen blev efterhånden så fyldt med silt og slam, at Alexander 2.s regering nåede frem til, at det var mere praktisk at bygge en ny kanal i stedet for at reparere de gamle anlæg. Nye Ladogakanal blev bygget mellem den gamle kanal og Ladoga fra 1866 til 1883.
Efterhånden, som Ruslands jernbaner blev udbygget, aftog kanalens betydning. Desuden medførte udbygningen af Volga-Østersøkanalen, at fartøjerne blev større og bedre i stand til at besejle Ladoga. Dermed blev Ladoga-kanalerne undgået og begyndte at forfalde. Gamle Ladogakanal var tilgroet og var gået ud af brug i 1940. Nye Ladogakanal bliver endnu anvendt af mindre fartøjer.